# Vinko Premuda
Vinko Premuda (Baška, 1870. – Baška, 23. veljače 1944.), hrvatski katolički svećenik, filolog, pjesnik i prevoditelj hrvatski preporoditelj s Krka. Dio skupine krčkih svećenika ali i svjetovnjaka koji su djelovali u preporodnom pokretu na političkoj, duhovnoj i književnoj sceni.

## Životopis
Rodio se u Baškoj na otoku Krku. U Rijeci završio gimnaziju. U Gorici završio bogosloviju. Zaredio se 1893. godine. Službovao je u Novalji, Puntu i Krku, u Vrhu 1902. – 1922. godine. Dok je službovao u Vrhu, objavio je tekst Stare božićne pjesme iz Istre. Potom je službovao u Staroj Baškoj sve dok se nije umirovio 1925. godine. U Beču je studirao slavistiku. Pisao pjesme koje je objavljivao pod pseudonimom Bršljanski. U preporodnom su duhu. Objavio ih je u Hrvatskome braniku, Našoj slozi i dr. Preveo je ep Torquata Tassa Gerusalemme liberata, a dio je objavljen u časopisu Hrvatska prosvjeta, 1926. godine. Bavio se glagoljskom baštinom otoka Krka i sjevernog Jadrana, ispravno je pročitao Valunsku ploču, a otkrio je i čuvao tzv. baščanske ostriške.